# Адольф Бер
Адольф Бер (нім. Adolf Beer, нар. 27 лютого 1831 у Простейові в Моравії; 7 травня 1902 у Відні) — австрійський історик.

## Життєпис
Адольф Бер почав вивчати історію в Берлінському університеті Фрідріха Вільгельма в 1849 році. У 1851 році він перейшов до Гейдельберзького університету Рупрехта-Карла. Після подальших семестрів у Карловому університеті в Празі, Бер успішно завершив навчання у Віденському університеті в 1853 році.
З лютого по липень 1853 року він був замісником з історії та німецької мови в Чернівецькій державній гімназії.[1] До 1857 року він був учителем у середніх школах у Відні та Празі. Університет в Ораді призначив його професором австрійської історії влітку 1857 року. У 1858 році його перевели на ту саму посаду до Віденської комерційної академії. Політехнічний інститут Відня призначив його на посаду кафедри історії у 1868 році. Антон фон Шмерлінг ввів Бера до вчительської ради. У модернізації австрійської системи освіти Бер брав участь, серед іншого, у перегляді закону про початкову школу (1869) та реорганізації реальних училищ. Призначений до складу Гофрата, він служив під керівництвом Леопольда Гаснера фон Арти та Карла фон Штремайра радником міністра в Міністерстві культури та освіти.[1] Він відмовився від цієї посади, коли Едвард Тааффе зазнав невдачі в Громадянському служінні.
У 1873 році Бера обрали до Імперської Ради Австрії. Він представляв Конституційну партію. Внаслідок своїх численних навчальних поїздок до Амстердама, Берліна, Копенгагена, Лондона та Парижа, Бер заклав основу для своїх усебічних знань про європейську освіту. Результати цих подорожей часто публікувалися в Архіві австрійської історії та в Історичному журналі Генріха фон Зібеля. Як історик, він цікавився всебічною історією Європи, але зосередився на правлінні імператриці Марії Терезії та її сина та наступника Йосипа II.

## Почесні звання
- Іноземний член Королівської Нідерландської академії наук (1871);
- Член-кореспондент Австрійської академії наук (травень 1873 р.).